# Theater Gruppe 80
Das Theater Gruppe 80 war ein im ehemaligen Mariahilf-Kino des Wiener Bezirks Mariahilf beheimatetes Kellertheater im heutigen Theater an der Gumpendorfer Straße, dem die Wiener (Off-)Theaterszene wesentliche Impulse verdankt.
Helga Illich und Helmut Wiesner eröffneten am 25. Oktober 1983 in unmittelbarer Nähe des ehemaligen Apollo-Theaters in der Gumpendorfer Straße 67 ein Theater, von dem zahlreiche Schauspieler- und Regisseur-Karrieren ihren Ausgang nahmen.
Der alte Kinosaal, noch in der Stummfilmzeit eröffnet, war in den 1970er Jahren aufgelassen worden. Nach entsprechender Adaptierung (Aufwand rund 3 Millionen Schilling) war der Raum als Theater bespielbar und wurde mit einer entromantisierten Aufführung von Ferdinand Raimunds Der Alpenkönig und der Menschenfeind eröffnet.
Anschließend wandte sich das 23 Jahre lang von Illich und Wiesner geleitete Theater sowohl der zeitgenössischen Dramatik als auch (österreichischen) Klassikern zu. Mit Ende der Saison 2004/05 legte das Team die Leitung zurück, die anschließend der Kooperative HIGHTHEA übertragen wurde.

## Produktionen (Auswahl)
- Ferdinand Raimund: Der Alpenkönig und der Menschenfeind – Regie: Helmut Wiesner
- Ödön von Horváth: Der Fall E. – Regie: Helmut Wiesner
- Wolfgang Bauer: Woher kommen wir …? – Regie: Helmut Wiesner
- Konrad Bayer: Konrad-Bayer-Gala (Collage) – Regie: Hubert Kramar
- Wolfgang Bauer: Magic Afternoon – Regie: Stephan Bruckmeier (mit Julia Stemberger, Sandra Kreisler, Fritz Hammel und Oliver Heinz in den Hauptrollen)
- Franz Grillparzer: Die Ahnfrau – Regie: Helmut Wiesner